# Emiliano Zapata, Jáltipan
Emiliano Zapata är en ort i Mexiko.   Den ligger i kommunen Jáltipan och delstaten Veracruz, i den sydöstra delen av landet, 500 km öster om huvudstaden Mexico City. Emiliano Zapata ligger 31 meter över havet och antalet invånare är 104.
Terrängen runt Emiliano Zapata är platt. Runt Emiliano Zapata är det tätbefolkat, med 591 invånare per kvadratkilometer. Närmaste större samhälle är Acayucan, 17,9 km väster om Emiliano Zapata. Omgivningarna runt Emiliano Zapata är en mosaik av jordbruksmark och naturlig växtlighet.